# AKSM-60102
AKSM-60102（ベラルーシ語: АКСМ-60102）は、ベラルーシの輸送用機器メーカーであるベルコムンマッシュの路面電車車両。ベラルーシ初の国産路面電車車両として作られたAKSM-1M（АКСМ-1М）を基に開発された量産形式である。この項目では両形式を併せて解説する。

## 概要

### 開発までの経緯
ベルコムンマッシュは、ベラルーシのミンスクに本社を置く輸送用機器メーカーである。1973年に創業して以降、ソビエト連邦時代はトロリーバスの修繕を専門に実施していたが、ベラルーシの独立回復後は培った技術を基にした車両製造事業に参入した。1993年から始まったトロリーバスの製造に加え、2000年からは老朽化した同国の路面電車車両の置き換えを目的にした鉄道車両製造事業にも着手し、同年に試作された1Mは初のベラルーシ国産路面電車となった。この1Mの実績を基に、翌2001年から量産が始まったのがAKSM-60102である。

### 構造
ループ線が存在する路線に適した片運転台のボギー車で、右側面に両開き式のプラグドアが3箇所存在する。車体は全金属製だが全面および後部はグラスファイバーによって構成されており、外板は従来の鋼板および亜鉛めっきを施した鋼板から選択可能である。これらの材料は耐食性を考慮したものが用いられている。車体の寸法については旧ソ連諸国各地の路面電車における車両限界に沿ったものとなっている。車内は高床式構造となっており、乗降にはステップを介する必要がある。これらの車体設計は、ソビエト連邦時代に14,000両以上が生産された世界最多の路面電車車両・KTM-5M3が基となっている。
台車は軸ばね（ゴムばね）と枕ばね（コイルばね）を備えており、ゴム製のショックアブソーバーと合わせて状態が悪い軌道上でも振動や騒音が抑制される構造となっている。これらは全て出力80 kwの直流電動機（DK263B）が2基搭載された動力台車で、制御装置には電機子チョッパ制御（サイリスタ位相制御）が用いられる。

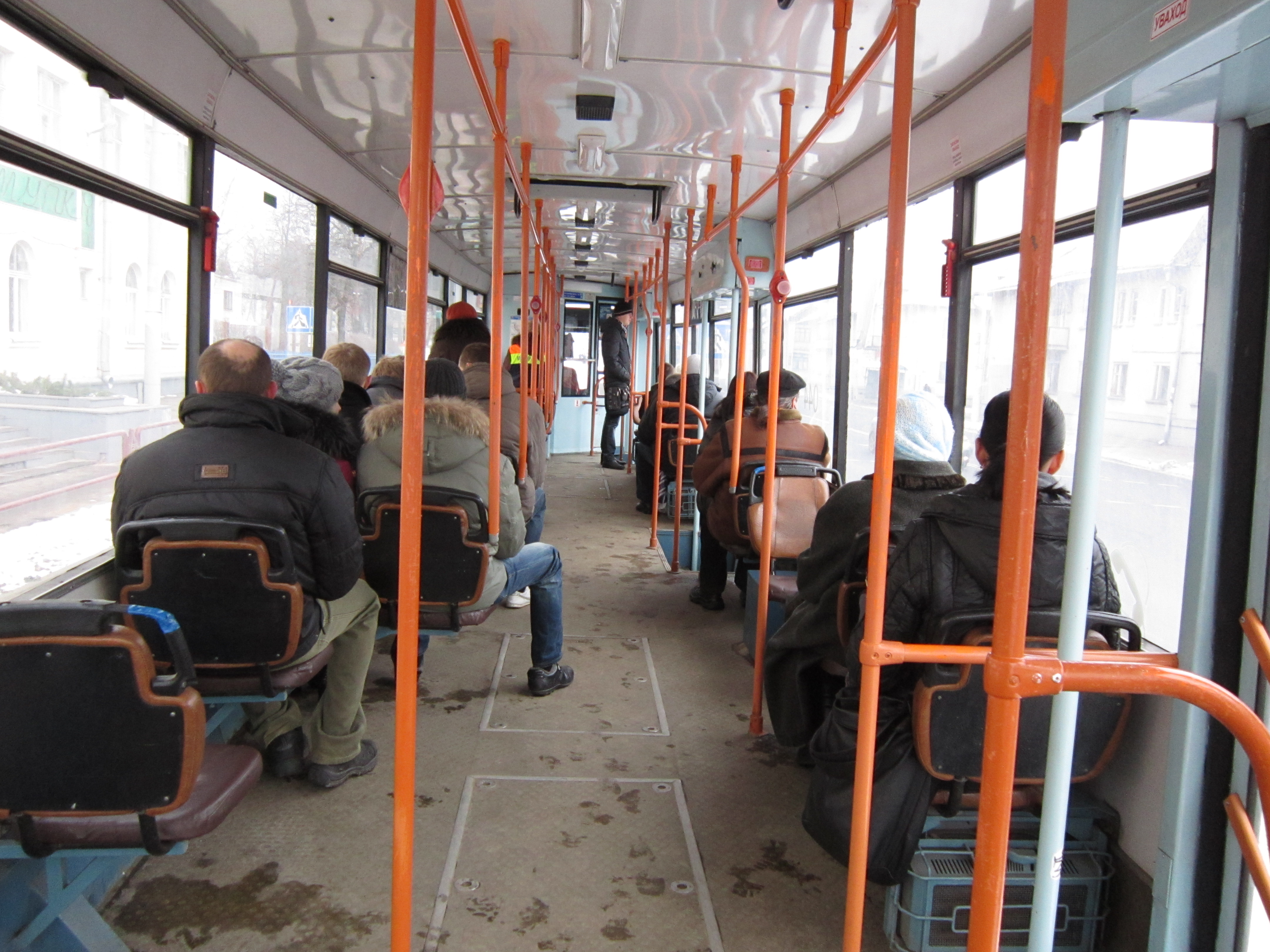
車内（ミンスク）
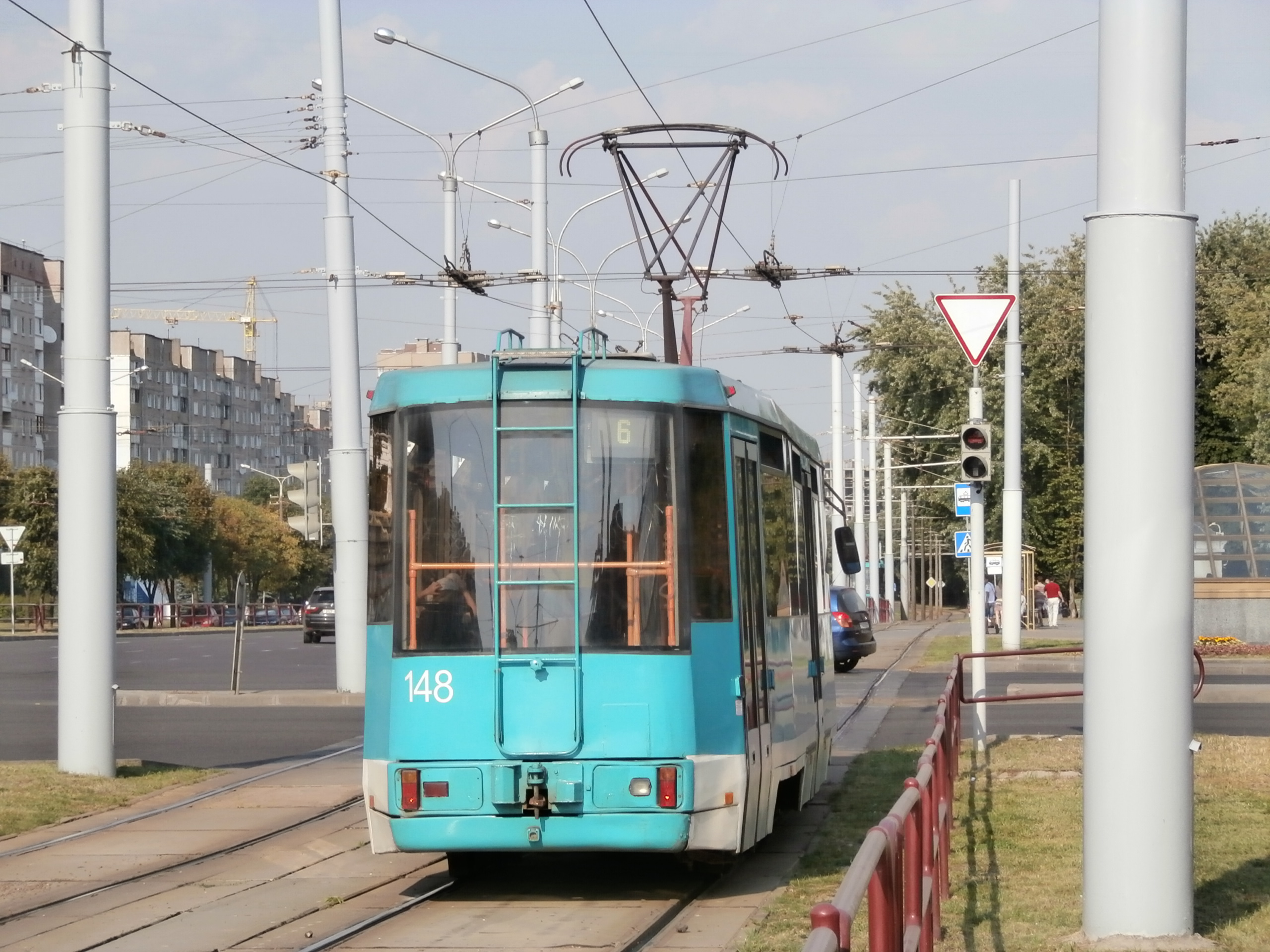
後方には運転台が存在しない（ミンスク）

## 運用
2000年に1Mが4両製造された後、翌2001年から2013年までAKSM-60102が下記に述べるベラルーシやロシア連邦各地の都市に向けて導入された。ただし1Mについては2019年の時点で全車とも廃車され、1両がミンスクの都市旅客輸送博物館（Музее городского пассажирского транспорта）で保存されている。
| 形式       | 国         | 都市                                    | 導入車両数 |
| ---------- | ---------- | --------------------------------------- | ---------- |
| AKSM-1M    | ベラルーシ | ミンスク (ミンスク市電)                 | 4両        |
| AKSM-60102 | ベラルーシ | ミンスク (ミンスク市電)                 | 132両      |
| AKSM-60102 | ベラルーシ | ヴィーツェプスク (ヴィーツェプスク市電) | 14両       |
| AKSM-60102 | ベラルーシ | ナヴァポラツク (ナヴァポラツク市電)     | 10両       |
| AKSM-60102 | ロシア連邦 | ペルミ (ペルミ市電)                     | 12両       |
| AKSM-60102 | ロシア連邦 | ケメロヴォ (ケメロヴォ市電)             | 8両        |
| AKSM-60102 | ロシア連邦 | ノヴォクズネツク (ノヴォクズネツク市電) | 4両        |
| AKSM-60102 | ロシア連邦 | プロコピエフスク (プロコピエフスク市電) | 4両        |
| AKSM-60102 | ロシア連邦 | オシンニキ (オシンニキ市電)             | 2両        |
| AKSM-60102 | ロシア連邦 | ノヴォシビルスク (ノヴォシビルスク市電) | 1両        |

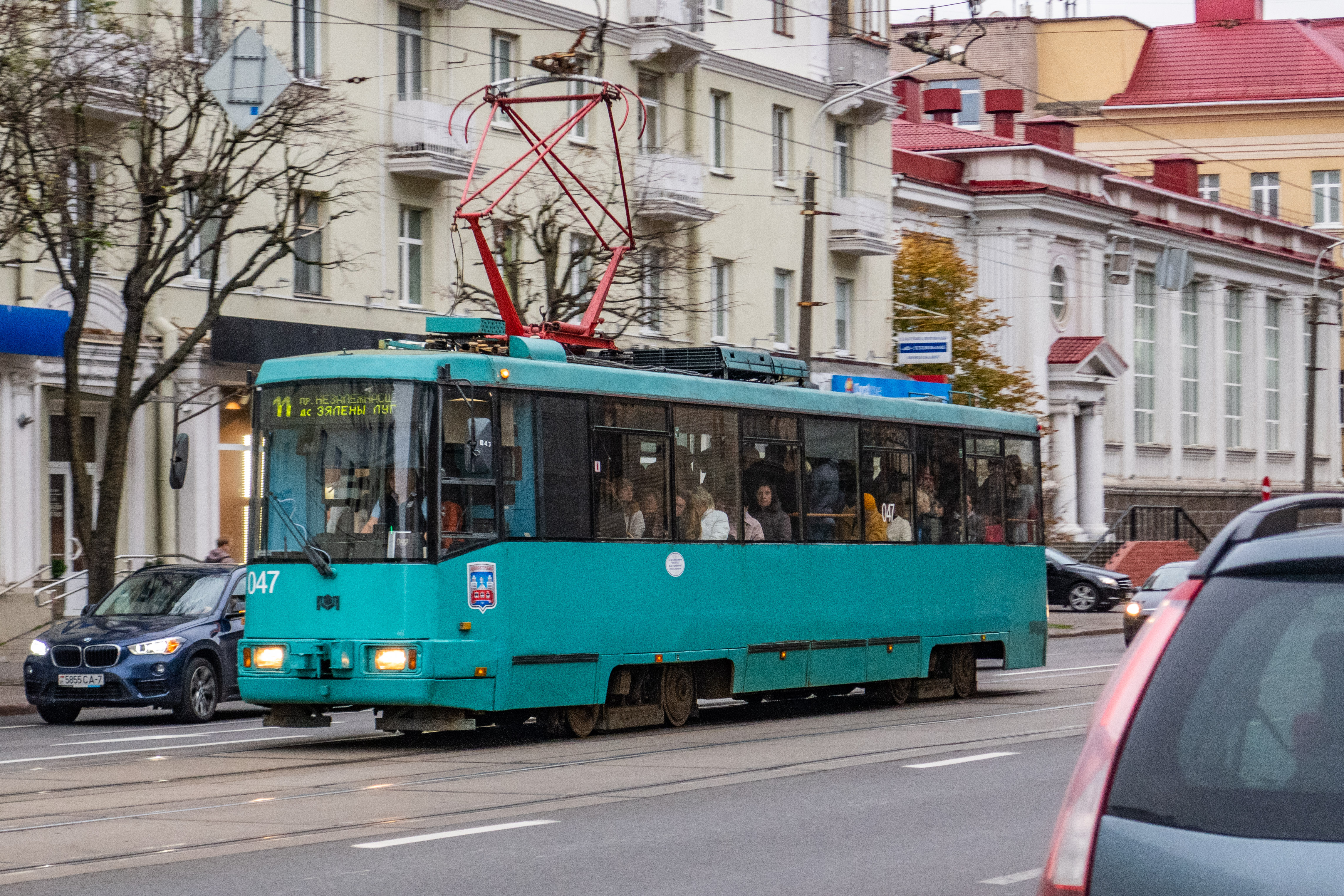
AKSM-60102（ミンスク）
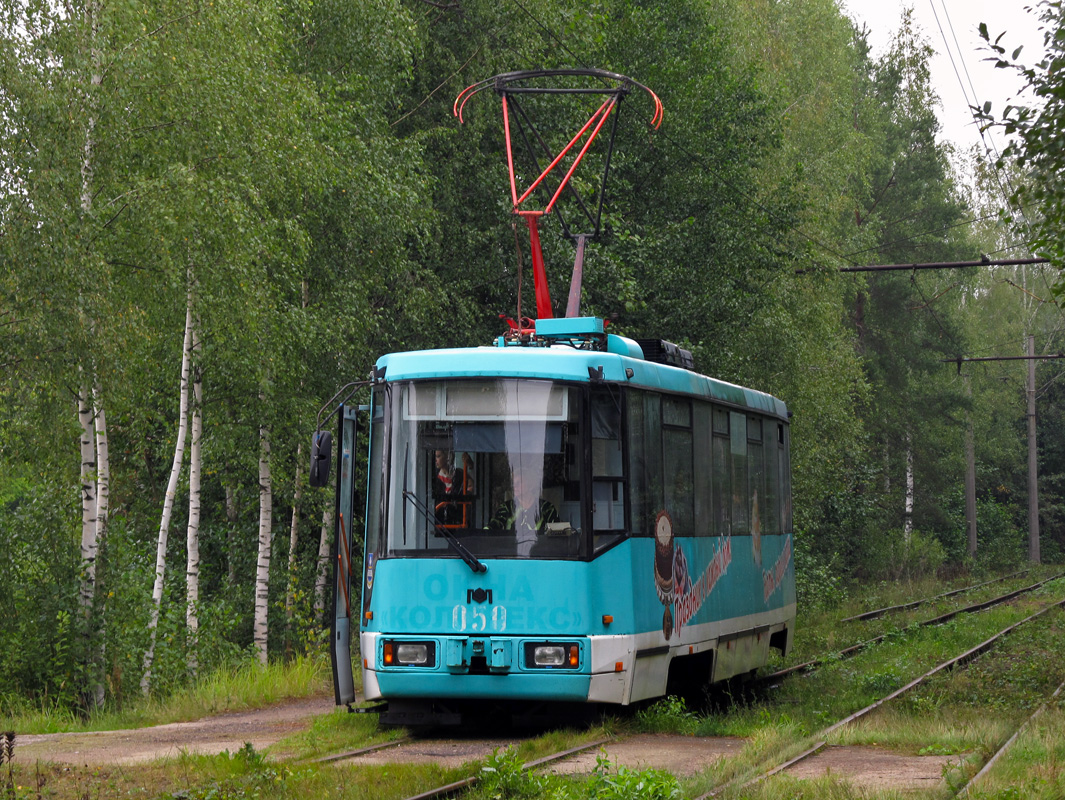
AKSM-60102（ナヴァポラツク）
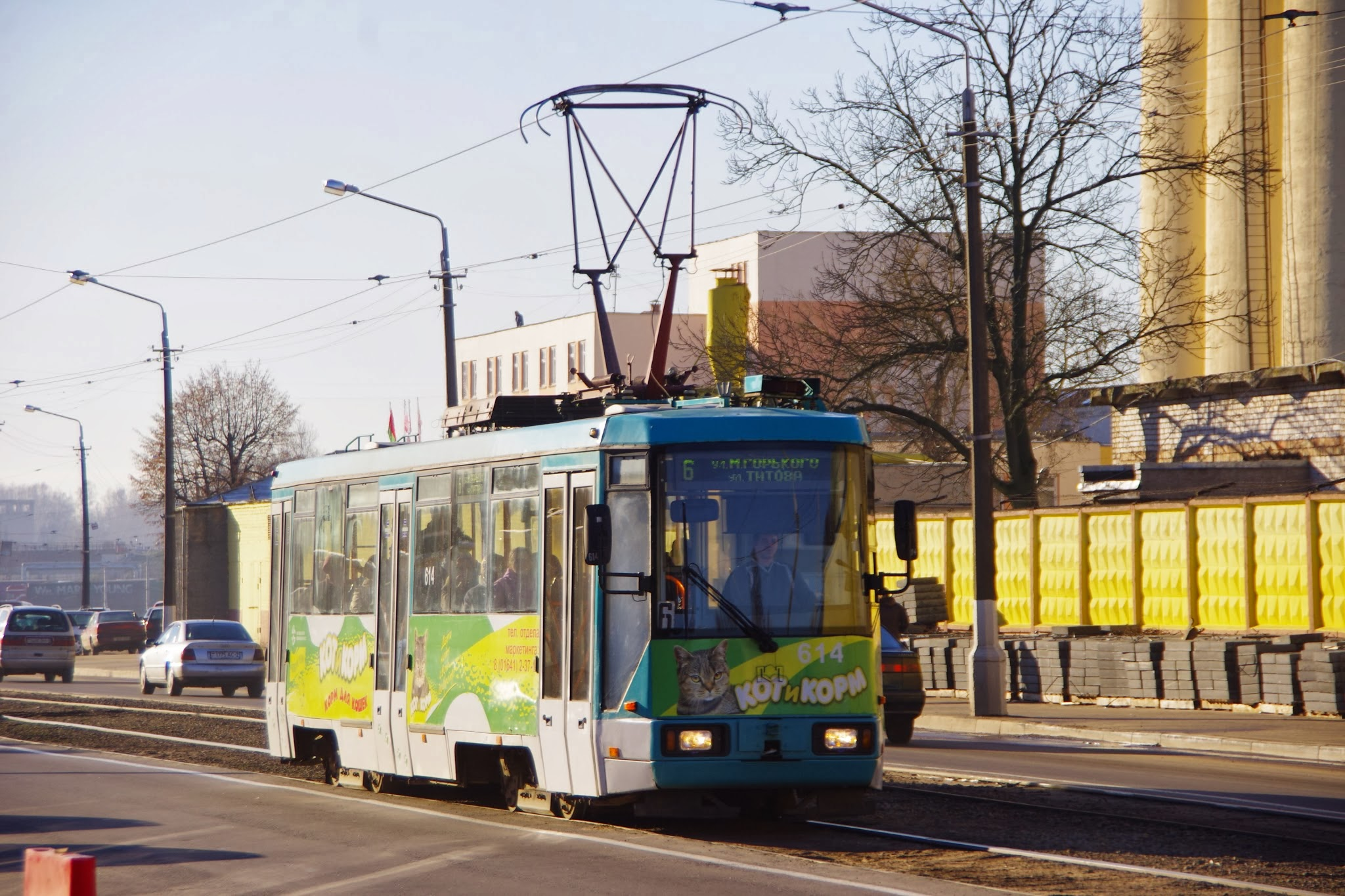
AKSM-60102（ヴィーツェプスク）
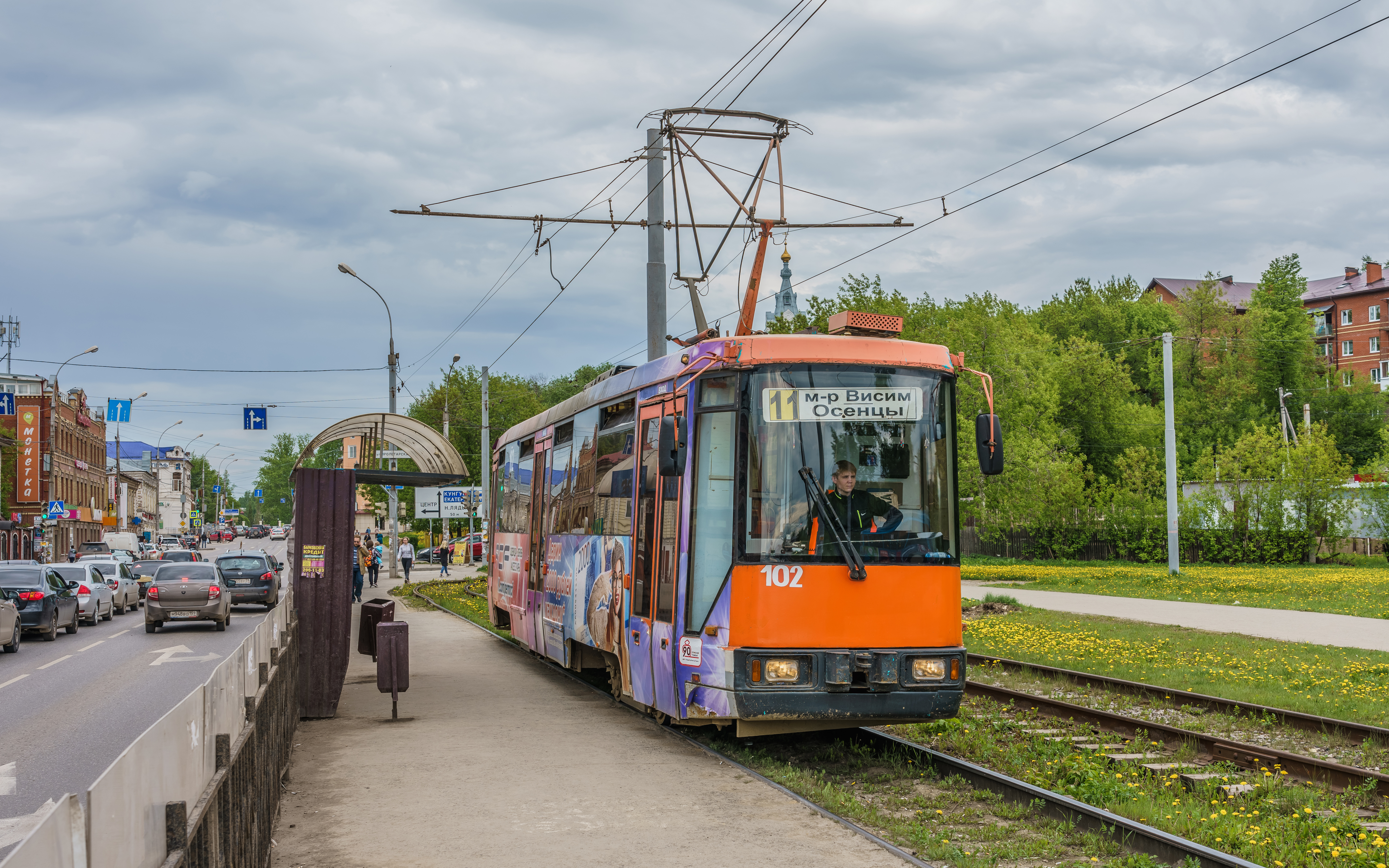
AKSM-60102（ペルミ）
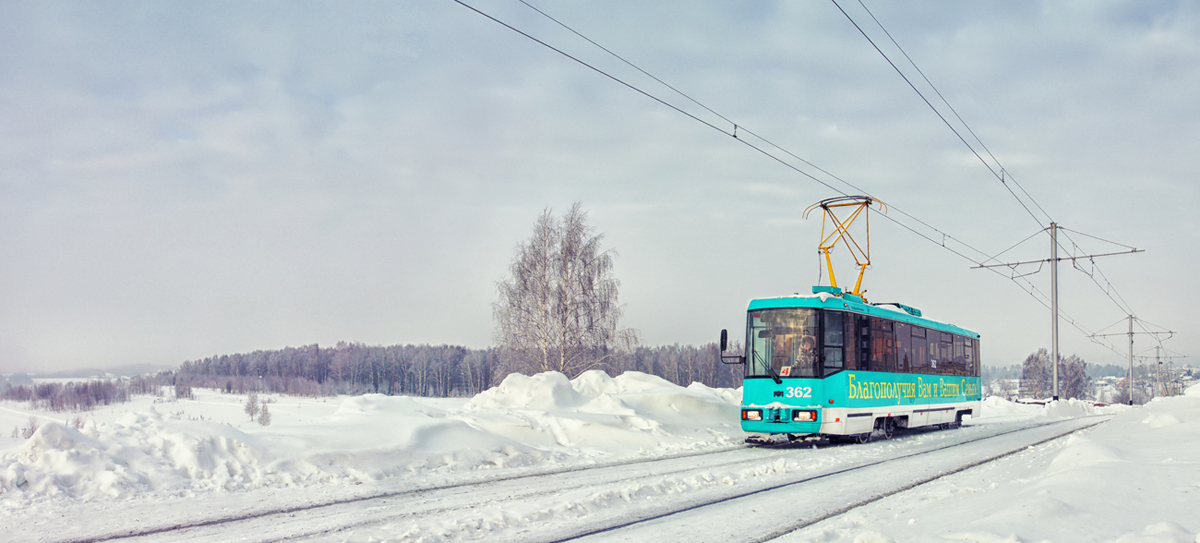
AKSM-60102（プロコピエフスク）